# Raül III de Valois
Raül III de Valois també dit Raül III de Vexin (per ser de la casa comtal del Vexin si bé mai va ser comte de Vexin) o Raül de Mantes, mort el 1060, va ser comte de Valois. Era fill de Gualter II el Blanc († després de 1017], comte de Vexin, i d'Amiens. Fou comte entre 1017/1024 i 1038.

## Biografia
A la mort del seu pare, per tal de preservar el patrimoni familiar, els dos fills grans (Raül i Dreux) van compartir els comtats. Dreux, el gran, va rebre el Vexin i Amiens i va continuar sent fidel al rei capet, mentre que Raül va obtenir el Valois i es va acostar al comte de Blois, després comte de Troyes i de Meaux. Durant el seu govern el comte de Vermandois es va apoderar del comtat de Montdidier (excepte Coucy i Ramerupt), però Raül III li va arrabassar
Es va casar amb Adela de Breteuil, filla de Gilduí, senyor de Breteuil, vescomte de Chartres, i d'Emmelina. Van tenir:
- Raül IV de Valois, III de Vexin i Amiens, anomenat el Gran († 1074), comte de Valois i després de Vexin i d'Amiens (Raül III)
- Tibald o Teobald (Thibaut)
- Haurien tingut potser també un altre fill, Gualter, que va ser senyor de Guisa el 1058.[4]